# S4C2
S4C2 (en gallois : Sianel Pedwar Cymru Dau) est une chaîne de télévision parlementaire Galloise diffusée de septembre 1999 au 6 décembre 2010.
Elle diffusait les débats de l'Assemblée nationale de Galles. Les débats pouvant se faire en anglais ou en gallois, la chaîne proposait deux versions audio sur Freeview et le satellite : le flux en version originale, comprenant les échanges dans les deux langues, et un flux où les échanges en gallois sont traduits en anglais.

## Historique
La chaîne est lancée en septembre 1999 en tant que canal gratuit sur la plate-forme payante de télévision numérique terrestre ONdigital, et plus tard sur Sky et NTL. Elle était disponible sur l'ensemble du Pays de Galles grâce à la télévision numérique et au câble, mais également au Royaume-Uni avec Freesat et Sky.
En janvier 2010, la retransmission des débats de l'Assemblée nationale de Galles cessent sur la chaîne. Produite par la BBC, elle est désormais disponible en direct sur le site internet de la BBC dans la rubrique " Democracy Live".
En mars 2010, le diffuseur annonce qu'il allait reprendre la retransmission des sessions plénières de l'Assemblée nationale de Galles et des commissions dans un nouveau programme de nuit intitulé Y Dydd yn Y Cynulliad (Le jour de l'Assemblée), diffusé trois fois par semaine sur S4C, à partir du mardi 20 avril 2010,.
Le 16 septembre 2010, S4C2 est retirée du canal 507 du bouquet de Sky. Elle est également retirée du canal 168 du bouquet de Virgin Media et du canal 86 de Freeview, le 30 novembre 2010. Dans ces deux cas, la chaîne était uniquement disponible au Pays de Galles. La chaîne cesse finalement d'émettre le 6 décembre 2010, lorsqu'elle est retirée du bouquet Freesat. S4C confirme la fermeture de la chaîne en janvier 2011. Elle explique également que la couverture en direct de certains événements comme le Eisteddfod Genedlaethol, ou le Royal Welsh, serait davantage mise en avant sur l'antenne de S4C, tandis que les débats de l'Assemblée nationale de Galles continueront à être diffusés dans leur tranche habituelle en fin de soirée.

### Identité visuelle (logo)

Logo de S4C2 de septembre 1999 au 17 janvier 2007.
Logo de S4C2 du 18 janvier 2007 au 6 décembre 2010.

## Programmes
En plus de proposer les débats de l'Assemblée nationale de Galles, elle proposait également une programmation interactive et alternative qui ne pouvait pas être diffusée sur S4C, comme une couverture ininterrompue de certaines manifestations comme le Eisteddfod Genedlaethol, le Urdd National Eisteddfod ou le Royal Welsh Show.